# Rilindja

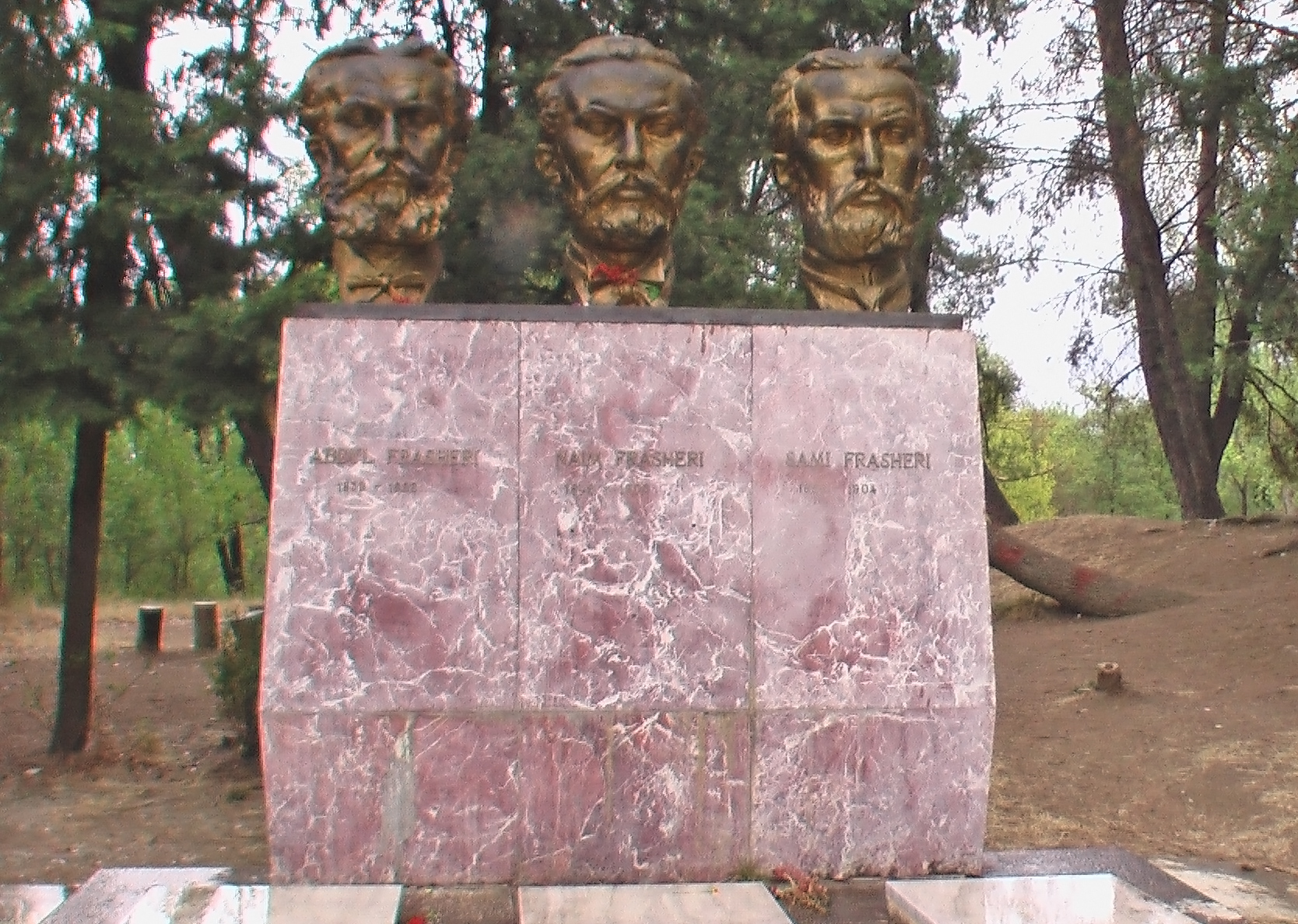
Die drei Brüder Abdyl, Naim und Sami Frashëri gehörten zu den wichtigsten Persönlichkeiten der Rilindja im 19. und 20. Jahrhundert.

Mit Rilindja wird die albanische Nationalbewegung und Nationsbildung in der Zeit zwischen etwa 1870 und der Unabhängigkeitserklärung Albaniens am 28. November 1912 bezeichnet. Rilindja Kombëtare bedeutet nationale Wiedergeburt, andere Bezeichnungen sind nationale Renaissance und nationales Erwachen. Ihre Unterstützer werden als Revivalisten (albanisch Rilindas) bezeichnet.

## Hintergrund

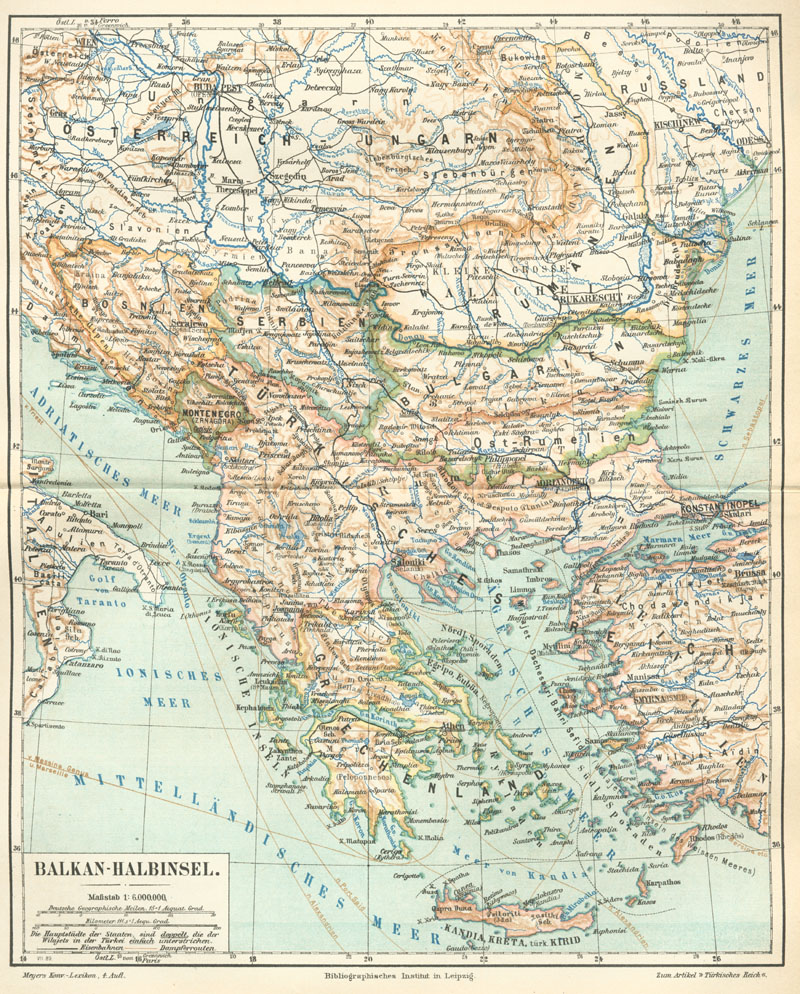
Grenzen auf dem Balkan zwischen 1878 und 1912

### Minderheit im Osmanischen Reich
Im 19. Jahrhundert war der Nationalismus unter den Albanern weit weniger entwickelt als unter anderen südosteuropäischen Völkern. Erst ab den 1870er Jahren entstand unter den Albanern eine Bewegung des nationalen Erwachens, Rilindja genannt. Die Entwicklung eines albanischen Nationalbewusstseins begann erst Jahrzehnte nach der griechischen Revolution und war auch eine direkte Folge auf diese und andere südosteuropäische Nationalismen der Völker unter osmanischer bzw. habsburgischer  Herrschaft. Die sozialen Voraussetzungen für eine Nationsbildung unter den Albanern waren denkbar ungünstig, um im Volk eine albanische Identität zu schaffen, denn es gab praktisch keine albanische Gesellschaft und Öffentlichkeit. Vor allem im Norden spielte sich das soziale Leben ausschließlich innerhalb patriarchalisch strukturierter Familienverbände (albanisch fis) und Stämme ab. Mittel- und Südalbanien dagegen wurden von konservativen Großgrundbesitzern beherrscht, die die Masse der Bevölkerung in quasi-feudaler Abhängigkeit hielten und sich selbst zur osmanischen Oberschicht zählten.
Die Albaner lebten verteilt auf vier Vilâyets (osmanische Provinzen) ohne geographisches oder politisches Zentrum. Der größten Gemeinsamkeit der Albaner, ihrer Sprache, fehlte eine vereinheitlichte Standard-Sprache und sogar ein standardisiertes Alphabet. Jede der fürs Alphabet zur Auswahl stehenden Optionen, die lateinische, die arabische und die griechische Schrift, waren mit verschiedenen politischen und religiösen Richtungen verbunden und wurde von gewissen Bevölkerungsgruppen abgelehnt. Noch im Jahr 1878 gab es auch in den am weitesten entwickelten albanischen Gebieten keine albanischen Schulen, so dass für die Ausbildung nur Schulen der griechisch-orthodoxen Kirche, katholische Klosterschulen und staatliche Schulen mit Unterricht auf Türkisch zur Auswahl standen.
Zudem waren die Albaner religiös in Sunniten, Bektaschi, Katholiken und Orthodoxe gespalten, so dass – anders als etwa bei den Serben und Griechen – auch die Religion nicht identitätsstiftend für die albanische Nation sein konnte; die Mehrheit der muslimischen Albaner war sogar religiös mit den herrschenden Osmanen verbunden. Wegen der unterschiedlichen Religionen der Albaner mussten die Führer der Nationalbewegung ihnen einen rein säkularen Charakter geben, der die religiösen Würdenträger zum Teil gegen sie aufbrachte. Gleichwohl spielten Geistliche der unterschiedlichen Bekenntnisse eine wichtige Rolle bei der albanischen Nationsbildung, denn sie waren fast die einzigen Angehörigen ihres Volkes mit einer höheren Schulbildung. Um 1900 waren über 90 % der Albaner Analphabeten. Nur in den Städten Shkodra, Prizren und Korça gab es eine schmale bürgerliche Schicht – vornehmlich Kaufmannsfamilien, die mit westlicher Bildung in Berührung gekommen waren. Diese kleine Gruppe stellte neben den Geistlichen die meisten Träger der albanischen Nationalbewegung. Im Gegensatz zu den Nachbarn fehlte den Albanern auch das historische Vorbild eines ehemaligen einigenden albanischen Staats, auf das man sich hätte berufen können.

### Vorgeschichte in der Zeit von 1831 bis 1878
1830 wurden rund 500 albanische Beys und ihre Wachen in Monastir von den Osmanen getötet. 1831 belagerten die Osmanen die Burg Rozafa in Shkodra und setzten die den Paschalik Shkodra beherrschenden Albaner ab. Zuvor hatten schon die Paschaliks von Berat und Janina nach der Ermordung von Ali Pascha Tepelena im Jahr 1822 ihre relative Unabhängigkeit verloren. Die albanische Niederlage verhinderte eine geplante Allianz zwischen den Albanern und den Bosniern, die auf ähnlichem Weg Autonomie angestrebt hatten. Der Paschalik von Shkodra wurde durch die Vilâyets Shkodra und Kosovo ersetzt.
Bushati-freundliche Aufstände in Shkodra zwischen 1833 und 1836 waren erfolglos. Als Reaktion auf die Tanzimat-Reformen folgten größere Revolten 1844 in Nordalbanien unter der Führung von Dervish Cara und 1847 in Südalbanien unter Zenel Gjoleka, Rrapo Hekali und Hodo Nivica. Die Aufstände wurden unterdrückt, aber stärkten die nationale Identität und Verbindung unter den Albanern. Insofern spielten sie eine bedeutende Rolle fürs Aufflammen der albanischen Wiedergeburt.

## Aufkommen des albanischen Nationalismus
Für weitere Kreise der albanischen Elite wurde die nationale Frage zum ersten Mal im Zusammenhang mit dem Russisch-Türkischen Krieg 1877–1878 und dem Vertrag von San Stefano vom 3. März 1878 evident. Die Niederlage der Türken war ein entscheidender Schlag für die osmanische Macht auf der Balkanhalbinsel. Das russische Friedensdiktat hätte Teile des albanischen Siedlungsgebietes unter die Herrschaft der christlichen Staaten Bulgarien und Montenegro gestellt. Dagegen formierte sich albanischer Widerstand erstmals auf nationaler Basis, denn er wurde nicht nur von den Sunniten und Bektaschi, sondern auch von den katholischen Gegen getragen.
Österreich-Ungarn und Großbritannien verhinderten die Umsetzung des Abkommens von San Stefano, weil dadurch Russland eine zu vorherrschende Position auf dem Balkan erhalten hätte, was das europäische Mächtegleichgewicht gestört hätte. Auf dem Berliner Kongress später in diesem Jahr wurde neu verhandelt. Die drohende Aufteilung des Siedlungsgebiets gab dem albanischen Nationalismus einen ersten Aufschwung und trieb die Albaner an, eine Verteidigung ihres Heimatlandes zu organisieren.

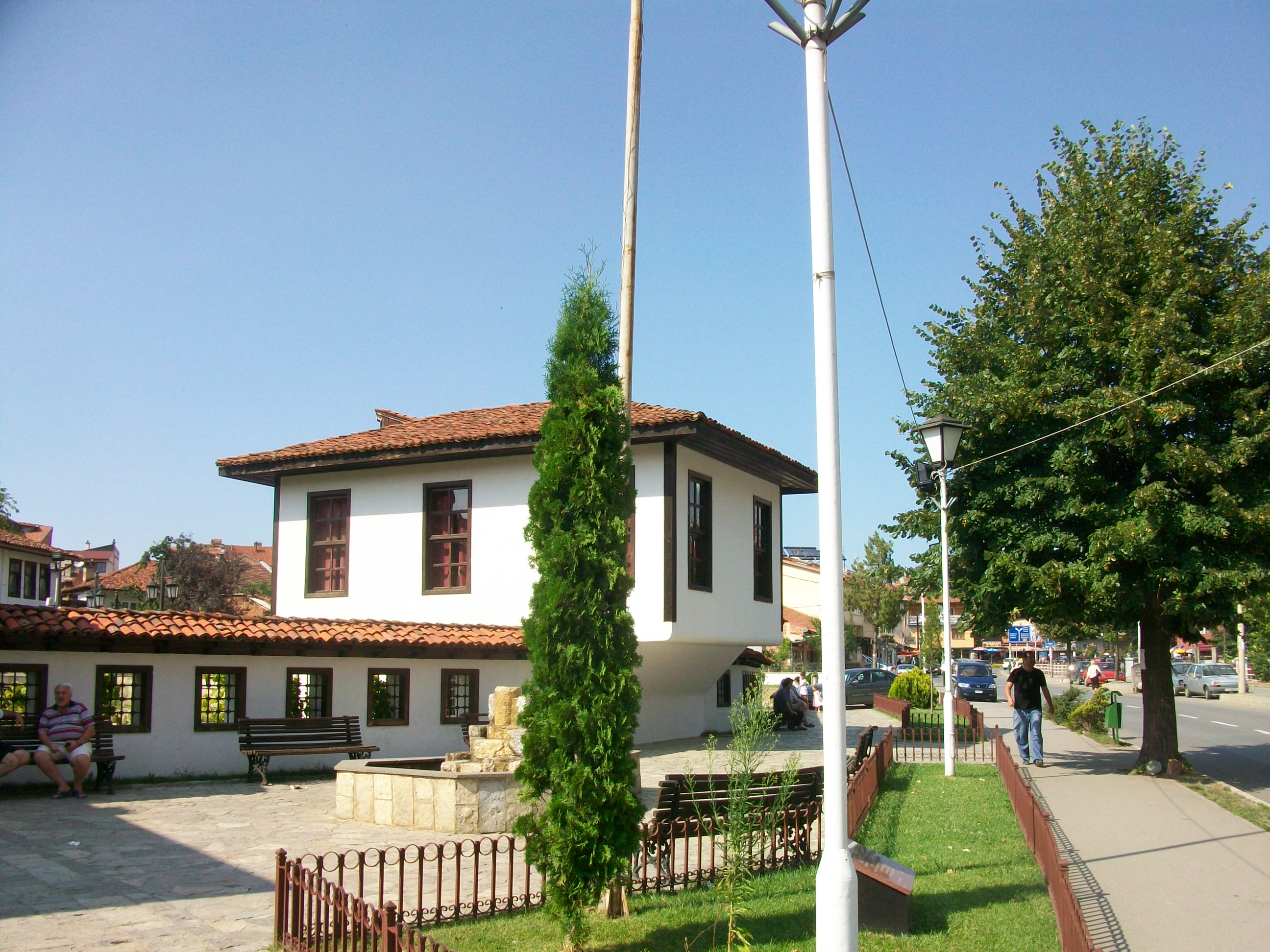
Gebäude in der Altstadt von Prizren, wo die Liga gegründet wurde.

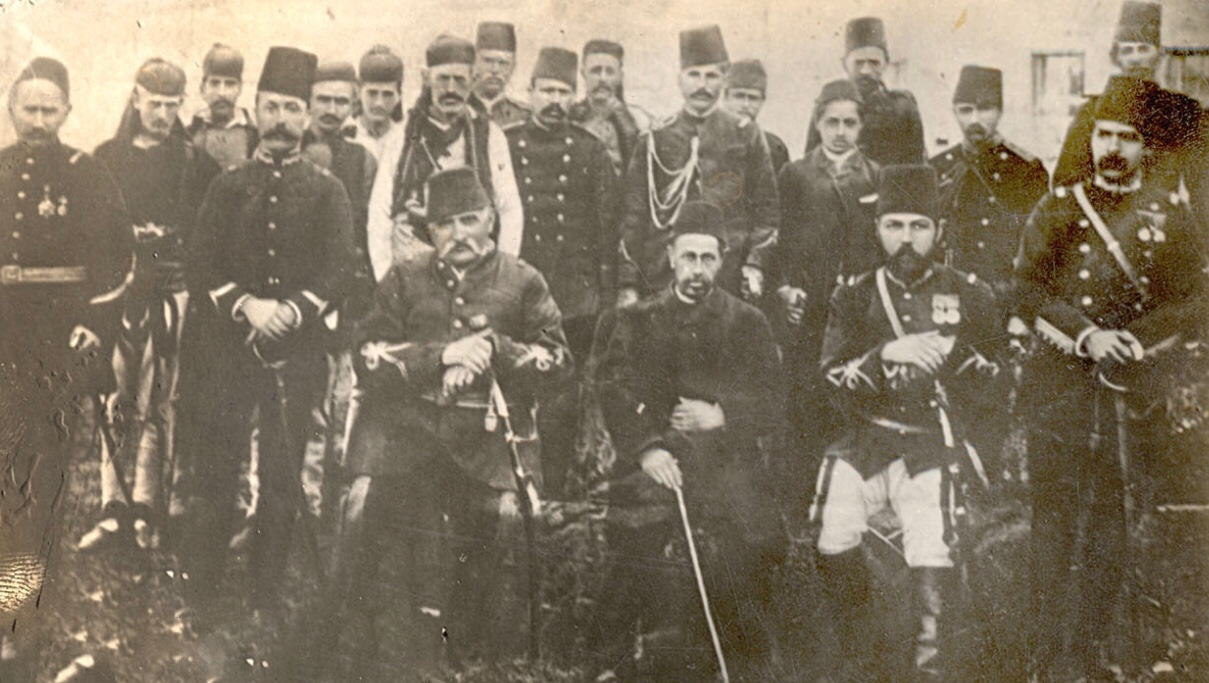
Gruppenfotografie der Ligamitglieder (vor 1888); erste Reihe links der Heerführer Ali Pascha Gucia

Im Frühjahr 1878 bildeten einflussreiche Albaner in Konstantinopel ein geheimes Komitee, um den Widerstand ihrer Landsleute zu lenken. Beteiligt war unter anderem Abdyl Frashëri, die wichtigste Führungspersönlichkeit der frühen albanischen Nationalbewegung. Auf Initiative dieses Komitees kamen am 10. Juni 1878 über 80 Delegierte – zumeist islamische Geistliche, muslimische Großgrundbesitzer und diverse Stammesführer – aus den vier Vilâyets mit albanischer Bevölkerung in der kosovarischen Stadt Prizren zusammen. Sie bildeten als ständige Organisation die von einem Zentralkomitee geleitete Liga von Prizren, deren Ziel es war, Truppenverbände zu bilden, die das albanische Siedlungsgebiet gegen die Aufteilung und die Ansprüche fremder Mächte verteidigen sollten. Dafür zog sie auch die Steuererhebung an sich. Des Weiteren erstrebte die Liga die Bildung eines vereinten autonomen albanischen Verwaltungsbezirks innerhalb des Osmanischen Reiches. Ein unabhängiges Albanien wurde hingegen nicht beabsichtigt.
Notgedrungen unterstützte die geschwächte osmanische Regierung zunächst das Wirken der Liga, nur verlangte sie, dass sich die Albaner in erster Linie als Osmanen erklären und als solche im Interesse des Gesamtstaats handeln sollten. Dies war unter den Albanern umstritten. Ein Teil der Delegierten setzte auf die gemeinsame osmanisch-muslimische Identifikation – die auch das heutige Bosnien und Herzegowina umfasste –, andere um Abdyl Frashëri stellten das Wirken für die albanischen Interessen über Religionen und Stämme hinweg in den Mittelpunkt. Damit wollten sie nicht zuletzt auch die christlichen Albaner für das Programm der Liga gewinnen. Da die Mehrheit muslimisch war, unterstützte die Liga von Prizren die Erhaltung der osmanischen Oberhoheit.
Im Juli 1878 sandte die Liga ein Memorandum an die Vertreter der Großmächte beim Berliner Kongress. Die Liga forderte darin, dass das gesamte albanische Siedlungsgebiet als autonome Provinz unter türkischer Herrschaft bleiben solle. Der Kongress ignorierte diese Forderung; der Verhandlungsführer in Berlin, Reichskanzler Otto von Bismarck, stellte apodiktisch fest, dass eine albanische Nation gar nicht existiere, weshalb eine derartige Forderung irrelevant sei: „Albanien ist nur ein geographischer Begriff.“ Entsprechend beschloss der Kongress, Montenegro die Städte Bar und Podgorica sowie die Dörfer Plav und Gusinje zuzusprechen, die von den albanischen Führern als albanische Gebiete betrachtet wurden. Die Grenzänderungen und die Furcht, dass ganz Epirus an Griechenland fallen könnte, lösten blutige Aufstände der Albaner aus, die mehr oder weniger von der Liga gesteuert und von ihren Truppen getragen wurden. Die Albaner, deren Mehrheit gegenüber dem Reich loyal war, wurden zum Teil auch von der Hohen Pforte mit Waffen ausgerüstet. Der bewaffnete Widerstand der Liga konzentrierte sich auf Plav und Gusinje, Shkodra, Prizren, Preveza und Ioannina, wobei die Verbände das umstrittene Gebiet zwischen Ulcinj, Shkodra, Plav und Prizren zeitweise kontrollierten.
Im August 1878 beorderte der Kongress von Berlin eine Kommission mit der Festlegung der Grenze zwischen dem Osmanischen Reich und Montenegro. Der Kongress wies auch Griechenland und das Osmanische Reich an, eine Lösung für ihren Grenzkonflikt auszuhandeln. Die Großmächte erwarteten von den Osmanen, sicherzustellen, dass die Albaner die neuen Grenzen respektieren würden, ohne in Betracht zu ziehen, dass das Militär des Sultans zu schwach war, eine Einigung durchzusetzen, und dass die Osmanen vom albanischen Widerstand nur profitieren konnten. Die Hohe Pforte bewaffnete vielmehr sogar die Albaner und erlaubte ihnen, Steuern zu erheben. So übernahmen kurzerhand albanische Stammesleute katholischen Glaubens die Kontrolle in den Gebieten, als die osmanische Armee aus den Montenegro zugesprochenen Gebieten abzog. Ein Stammesangehöriger aus dem Grenzgebiet beschrieb die Grenze damals in Blut schwimmend. Der erfolgreiche albanische Widerstand gegen das Abkommen – darunter die Schlacht von Nokšić – zwang die Großmächte, die Grenzen zu ändern, so dass Plav und Gusinje im Osmanischen Reich verblieben und Montenegro die Küstenstadt Ulcinj zugesprochen bekam, die mehrheitlich von albanischen Muslimen bewohnt wurde. Die Albaner dort widersetzten sich hingegen der Preisgabe. Nach einer Blockade des Hafens von Ulcinj durch die Großmächte wurden die osmanischen Behörden dazu gezwungen, die Albaner unter Kontrolle zu bringen. 1881 entschieden die Großmächte, nur die Region Thessalien und die Stadt Arta am Ionischen Meer an Griechenland abzutreten.
Nachdem die Grenzfrage vorerst geklärt war, wandte sich die Liga von Prizren verstärkt ihrer innenpolitischen Forderung nach Autonomie zu. Das wieder halbwegs stabilisierte osmanische Regime war aber nicht zu Zugeständnissen bereit. Unter dem wachsenden internationalen Druck, die hartnäckigen Albaner zu befrieden, sandte der Sultan eine große Armee von rund 10.000 Männern unter der Führung von Derwisch Turgut Pascha, um die Liga von Prizren zu zerschlagen und Ulcinj an Montenegro zu übergeben. Diese nahm im April 1881 Prizren ein und zerstreute die Truppen der Liga. Später brachen sie den Widerstand in Ulcinj. Von Bedeutung war dabei, dass viele muslimische Albaner nicht gegen die Soldaten des Sultans kämpfen wollten.
Die Führer der Liga wurden samt Familien verhaftet und deportiert. Abdyl Frashëri, der zuerst zum Tode verurteilt worden war, saß bis 1885 im Gefängnis und durfte bis zu seinem Tod sieben Jahre später nicht nach Albanien zurückkehren. Während ihres dreijährigen Bestehens war es der Liga von Prizren zumindest gelungen, die Großmächte auf die Albaner und ihre nationalen Interessen aufmerksam zu machen. Montenegro und Griechenland erhielten zudem viel weniger Territorium, das von Albanern bewohnt wurde, als sie ohne den Widerstand der Liga erhalten hätten.
Nach der Zerschlagung der Liga von Prizren gab es für zwei Jahrzehnte keine politische Bewegung der Albaner mehr. Die nationalen Aktivisten im Lande selbst, vor allem aber in der Emigration, engagierten sich in der folgenden Zeit vor allem auf kulturellem Gebiet, während die muslimischen Großgrundbesitzer und die islamische Geistlichkeit, soweit sie überhaupt an der albanischen Bewegung der Jahre 1878–1881 beteiligt gewesen waren, sich wieder in die osmanische Gesellschaft integrierten.

## Die Schaffung einer nationalen Kultur

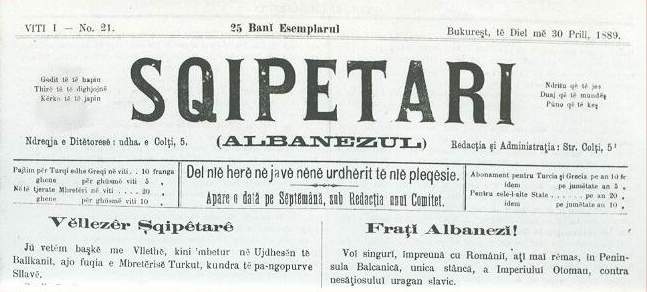
Albanezul, Zeitung der albanischen Minderheit in Rumänien (1889)

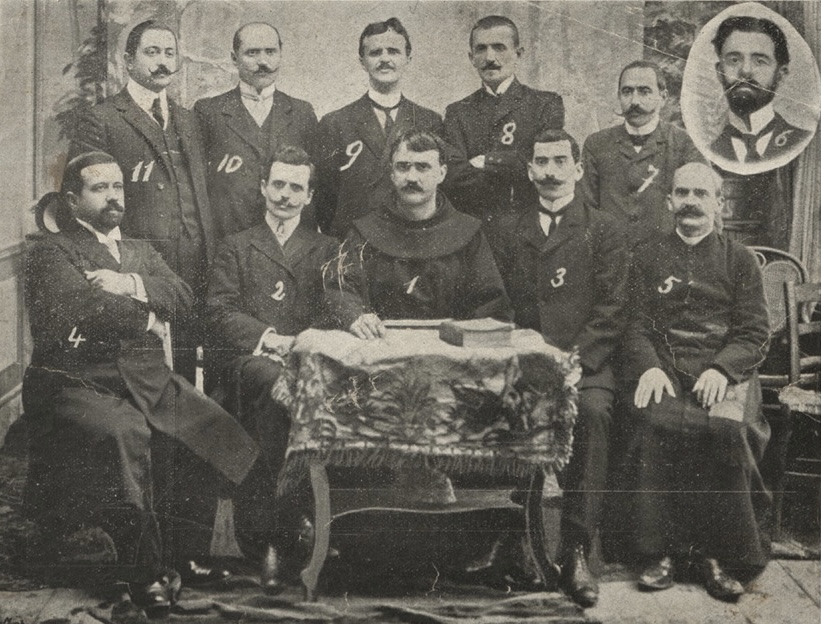
Der Vorstand des Kongresses von Monastir (1908)

Die kulturelle Bewegung der Albaner war Ende des 19. Jahrhunderts auf einige wenige Orte im In- und Ausland konzentriert. Die einzelnen Gruppen nationaler Aktivisten agierten dabei relativ isoliert voneinander, was nicht zuletzt den ungünstigen Verkehrs- und Kommunikationsbedingungen auf dem Balkan geschuldet war. Dies war aber bei weitem nicht das einzige Hemmnis zur Etablierung eines albanischen Kulturlebens. So dominierten in den meisten Zentren der albanisch besiedelten Vilâyets bei den städtischen Oberschichten andere Sprachen und Kulturen: in Skopje und Monastir Türkisch und Bulgarisch, in Janina Griechisch und Türkisch, in Prizren Türkisch und Serbisch. Nur in Shkodra war Albanisch die wichtigste Sprache des städtischen Bürgertums. In Korça dagegen war das Griechische ebenso stark vertreten wie das Albanische. Die im 20. Jahrhundert bedeutenden Küstenstädte Durrës und Vlora waren Ende des 19. Jahrhunderts keine kulturellen Zentren der Albaner. Ihre Bedeutung lag in der guten Anbindung an das westliche Europa. Hier wie auch in Shkodra war das Italienische wichtige Verkehrs- und Kultursprache.
1880 gab es keine Schule mit albanischer Unterrichtssprache. Der Druck albanischer Bücher war im Osmanischen Reich zeitweise verboten. Eine normierte albanische Schriftsprache existierte noch nicht einmal in Ansätzen. Wenn überhaupt Albanisch geschrieben wurde, dann im gegischen oder toskischen Dialekt. Auch die Arbëresh in Süditalien hatten ihre eigene Schreibweise. Hinzu kam, dass je nach Konfessionszugehörigkeit entweder das lateinische oder das griechische Alphabet, seltener auch die arabische Schrift verwendet wurde.
Um 1870 setzten die Bemühungen albanischer Intellektueller ein, die Schriftsprache zu vereinheitlichen. In Elbasan schuf man ein eigenes albanisches Alphabet, das aber nur dort verwendet wurde und sich nicht durchsetzen konnte. Erfolgreicher waren die Bestrebungen einiger Albaner in Konstantinopel: Eine Gruppe, der unter anderem Pashko Vasa, Hasan Tahsini, Jani Vreto und Sami Frashëri angehörten, gab 1878 eine Schrift mit dem Titel Das lateinische Alphabet angepasst für die Albanische Sprache heraus. Darin wurden wichtige Grundlagen für die albanische Schreibweise festgelegt, die teilweise bis heute gültig sind.
In Konstantinopel wurde 1879 auch die Gesellschaft zum Drucken albanischer Schriften (alb. Shoqëria e të shtypuri shkronja shqip) gegründet. Mitglieder waren muslimische, katholische und orthodoxe Albaner. Samis Bruder, Naim Frashëri, ein berühmter Dichter, verfasste in den neunziger Jahren des 19. Jahrhunderts die ersten albanischsprachigen Schulbücher. Im Umfeld des Vereins erschienen seit 1884 zudem die ersten Zeitungen auf Albanisch. Auch albanische Emigranten in Bulgarien, Ägypten, Italien, Rumänien und in den Vereinigten Staaten entwickelten kulturelle Aktivitäten: Weitere Druckorte albanischer Bücher waren in jener Zeit Bukarest, wo eine große Emigrantengemeinde existierte, und verschiedene italienische Städte.

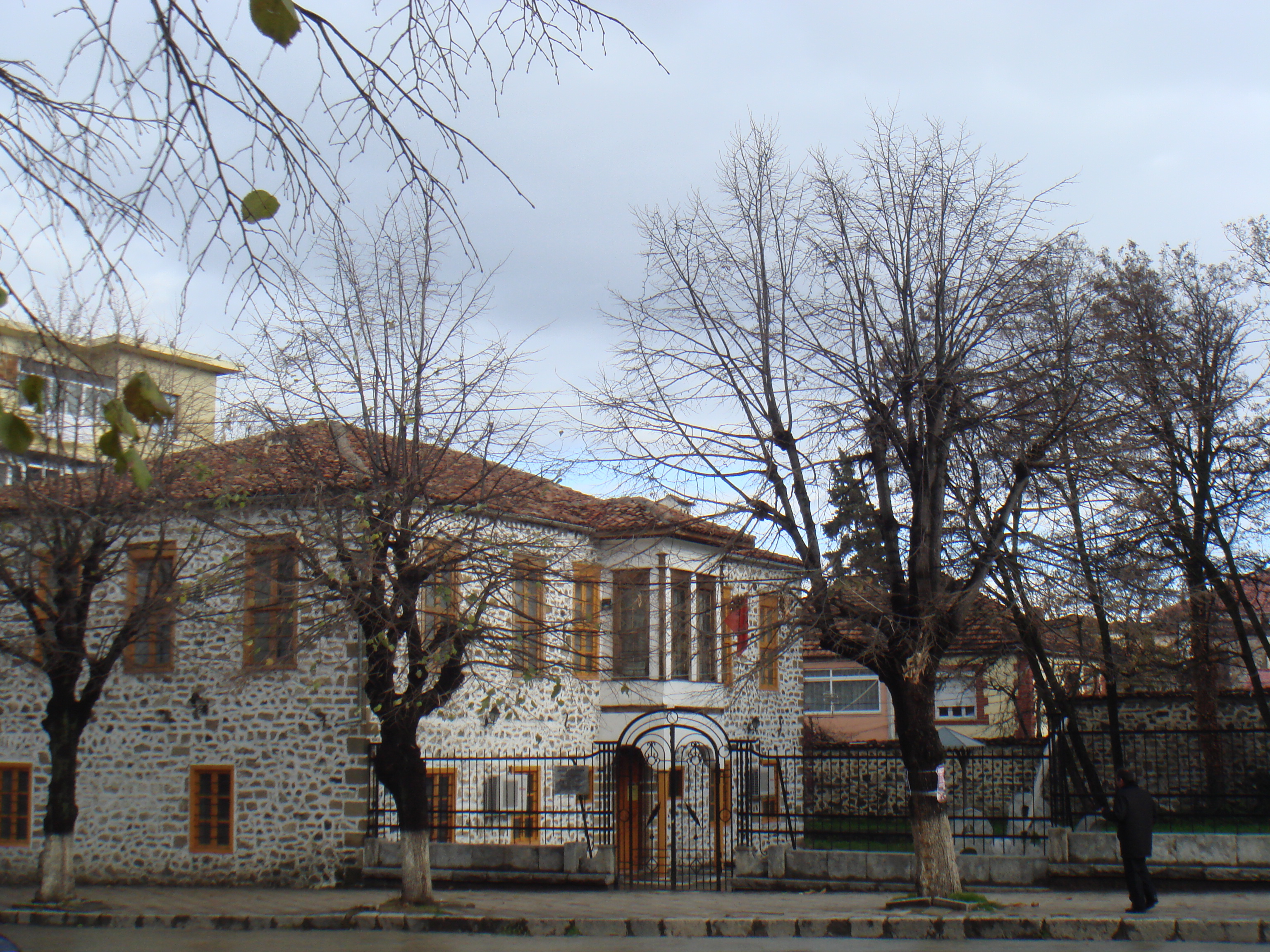
1887 eröffneten Gjerasim Qiriazi und seine Schwester Sevastia Qiriazi in Korça die Mësonjëtorja, die erste Schule Albaniens.

Griechen, die die Ausbildung der orthodoxen Albaner beeinflussten, unterstützten die Türken bei der Unterdrückung der albanischen Kultur und insbesondere des albanischsprachigen Unterrichts. 1886 drohte der ökumenische Patriarch von Konstantinopel, jeden zu exkommunizieren, der beim Lesen oder Schreiben auf Albanisch ertappt würde. Priester lehrten, dass Gott keine auf Albanisch gesprochenen Gebete verstehen würde. Trotz der Ablehnung des Albanischen als Schul-, Verwaltungs- und Kirchensprache durch die griechisch-orthodoxe Kirche wurde von Gjerasim Qiriazi und Sevastia Qiriazi die erste albanischsprachige Schule 1887 in Korça in unmittelbarer Nähe der orthodoxen Kathedrale gegründet. Diese private Schule war auch die erste säkulare Bildungsstätte des Landes, die Schülern aller Konfessionen offenstand. Bis zur Ausrufung der Unabhängigkeit wurden landesweit kaum drei Dutzend derartiger Schulen gegründet. Albanisch wurde aber auch an den katholischen Schulen im Norden und in vielen Tekken der Bektaschi unterrichtet. Die Schulen der katholischen Orden, wie auch der Bektaschi, leisteten viel für die Weiterentwicklung und Verbreitung der albanischen Sprache. 1902 übernahm der Franziskanerpater und Dichter Gjergj Fishta die Leitung des Gymnasiums seines Ordens in Shkodra. Nebenbei wirkte er als Herausgeber verschiedener Zeitschriften.
Wie andere Bewegungen der Nationalromantik in ganz Europa suchten auch die Albaner einen nationalen Gründungsmythos, der am besten eine nationale Identität schuf, die möglichst weit in die Antike zurückreicht. Zuerst favorisierten die nationalistischen albanischen Autoren die Pelasger als Vorahnen der Albaner. Mit der Zeit wurden diese aber von den Illyrern verdrängt, was auch von der Forschung gewisse Unterstützung erhielt. Die Theorie der Abstammung von den Illyrern wurde bald zu einer Säule des albanischen Nationalismus, vor allem weil sie Kontinuität albanischer Anwesenheit seit der Antike sowohl im Kosovo als auch in Südalbanien, also in ethnisch umstrittenen Gebieten, belegte. Albaner behaupteten, dass Alexander der Große Pelasger, Illyrer und somit Albaner war und dass die altgriechische Kultur und Zivilisation somit durch Albaner verbreitet worden sei; Makedonen wurden als Ahnen der Albaner betrachtet. Griechische Götter wurden ebenfalls als albanisch betrachtet.

## Zerfall des Osmanischen Reichs: Auf dem Weg zum Nationalstaat

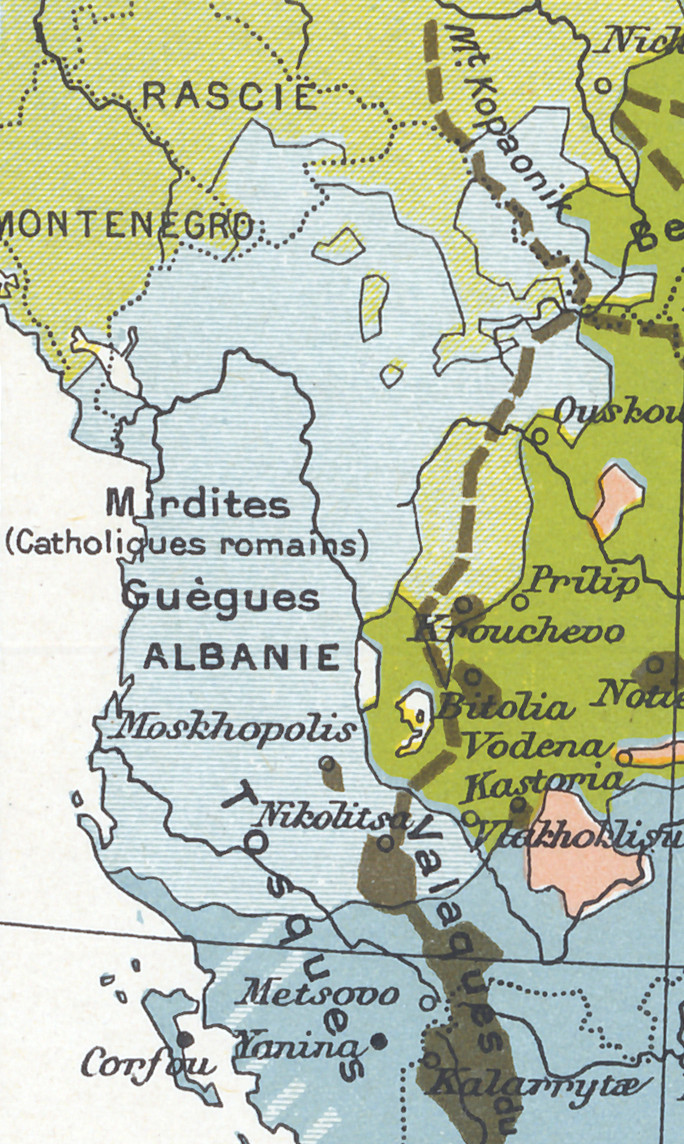
Ethnische Verteilung der Albaner im Jahr 1913

Auch nach dem Kongress von Berlin dauerte der Zerfall des Osmanischen Reichs an. An der Wende vom 19. zum 20. Jahrhundert verschärfte sich die innere Krise des Osmanischen Reichs erneut. Die finanziellen Probleme hielten Sultan Abdülhamid II. davon ab, das Militär zu reformieren. Er suchte Zuflucht in der Repression, um die Ordnung aufrechtzuerhalten. Erfolglos bemühten sich die Behörden, die politische Situation in den von Albanern bewohnten Vilâyets zu kontrollieren, indem sie vermeintliche Nationalisten inhaftierten. Nachdem der Sultan abgelehnt hatte, die vier Vilâyets zu vereinen, versammelten die albanischen Führer die Liga in Peja erneut. Sie stifteten Aufstände an, die in den albanischen Gebieten und vor allem im Kosovo beinahe Anarchie zur Folge hatten. 1900 lösten die osmanischen Behörden die Liga erneut auf, richteten ihren Präsidenten hin und verboten albanischsprachige Bücher und Schriften.
In Albanien, im Kosovo und in Mazedonien operierten Diebesbanden verschiedener Nationalitäten, deren nationale Ziele oft nur als Vorwand für Raub und Mord dienten. In Mazedonien, wo von Bulgarien, Griechenland und Serbien unterstützte Guerillatruppen gegen die Osmanen und untereinander kämpften, wurden muslimische Albaner angegriffen. Albanische Widerstandskämpfer übten Vergeltung. In Monastir wurde 1905 von Albanern ein Geheimes Komitee für die Befreiung Albaniens gegründet. Im September 1906 ermordeten albanische Nationalisten den griechisch-orthodoxen Metropoliten von Korça, der sie gegen sich aufgebracht hatte. Die letzten Jahre der osmanischen Herrschaft über Albanien verliefen im Chaos und waren von Gewaltakten der Regierungstruppen und verschiedener Gruppen von Aufständischen sowie Räuberbanden überschattet.
Von größter Bedeutung für die albanische Nationalbewegung war das 1899 anonym in Bukarest erschienene politische Manifest Shqipëria – ç’ka qenë, ç’është e ç’do të bëhet (Albanien – was es war, was es ist und was es sein wird) von Sami Frashëri. In dieser viel gelesenen Schrift wurde erstmals die Forderung erhoben, einen albanischen Nationalstaat zu errichten.

### Machtübernahme der Jungtürken
In diese Zeit der Wirren fiel auch die jungtürkische Revolution, die ihr Zentrum in den verbliebenen europäischen Provinzen des Osmanischen Reiches (Albanien, Mazedonien und Thrakien) hatte. Zur reformorientierten politischen Bewegung der Jungtürken gehörte auch eine Reihe Albaner. 1907 trafen sich jungtürkische Parlamentsabgeordnete in Thessaloniki und gründeten ein revolutionäres Komitee. Im Juli 1908 begann unter Führung von Enver Pascha und Talaat Pascha eine erfolgreiche Militärrevolte gegen den absolutistisch regierenden Sultan Abdülhamid II., die die Bewegung an die Regierung brachte. Die Jungtürken versuchten zu Beginn ihrer Herrschaft, eine parlamentarisch-konstitutionelle Regierung im Osmanischen Reich einzurichten, die auch die Mitbestimmungs- oder Autonomiebestrebungen christlicher und nichttürkischer islamischer Minderheiten zu berücksichtigen versuchte. Namentlich mit den organisierten Vertretern der Armenier und der Albaner wollte man kooperieren.
Während der liberalen Anfangsphase des jungtürkischen Regimes trafen sich albanische Intellektuelle aus allen Teilen des Landes im November 1908 zum Kongress von Monastir. Auf dieser Versammlung wurde endgültig beschlossen, dass die albanische Sprache fortan ausschließlich in lateinischer Schrift geschrieben werden soll. Man einigte sich außerdem auf eine streng phonetische Schreibweise mit nur zwei Sonderzeichen. Da diese Regelungen bis heute gültig sind, wird der Kongress von Monastir als Geburtsstunde einer modernen einheitlichen albanischen Orthographie angesehen.

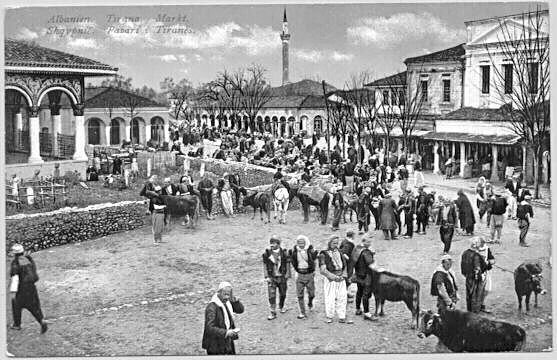
Straßenszene in Tirana um 1900

Das konstitutionelle Experiment der Jungtürken scheiterte am Widerstand der alten konservativen Eliten und der allgemeinen Krise des Reichs, die auch die neue Regierung nicht in den Griff bekam. In Albanien und Mazedonien herrschten bürgerkriegsähnliche Zustände. Hier kämpften die Anhänger der jungtürkischen Regierung gegen die alten Eliten und gegen die Anhänger der Nationalbewegungen, die die Unabhängigkeit erreichen wollten, egal ob sich das Reich als reformfähig erweisen sollte oder nicht. Ende 1909 suspendierte die jungtürkische Regierung die Verfassung und das Regime wandelte sich mehr und mehr in eine Militärdiktatur. Diese setzte bald auf einen aggressiven türkischen Nationalismus als ideologische Basis für ihre Herrschaft und erneuerte den Druck auf die ethnischen Minderheiten. Damit wurde die osmanische Herrschaft bei den Albanern endgültig in Verruf gebracht. Noch vor Ausbruch des Ersten Balkankriegs 1912/13 hatte die Regierung in Istanbul auch unter den muslimischen Albanern kaum noch Anhänger. Die neue Regierung rief zur muslimischen Solidarität auf, um die albanische Einheit zu brechen, und nutzte muslimische Geistliche, um die arabische Schrift durchzusetzen.
Die Albaner widersetzten sich der Jungtürken-Kampagne, sich durch Gewalt osmanisieren zu lassen. 1910 brach im Kosovo ein bewaffneter Aufstand gegen die osmanische Herrschaft aus, der sich im Laufe des folgenden Jahres auch nach Nordalbanien ausdehnte. Die Aufständischen wollten nun die staatliche Unabhängigkeit mit Waffengewalt durchsetzen. Die Armee unterdrückte diese Rebellion nach drei Monaten, verbot albanischen Organisationen, entwaffnete die ganze Region und schloss Schulen und Zeitungen. Montenegro, das von Albanern bewohnte Gebiete für sich beanspruchte, unterstützte einen Aufstand der Bergstämme gegen die Jungtürken im Jahr 1911, der sich immer mehr zur ausgedehnten Revolte entwickelte. Wichtiger Anführer in dieser Zeit war der Kosovare Isa Boletini.

### Aufstand der Hochländer im Jahr 1911

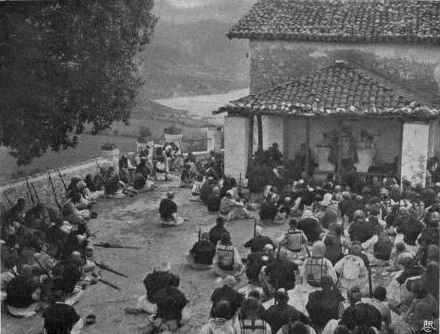
Aufständische Mirditen

Das Aufleben des albanischen Nationalismus wurde durch die Schlacht von Deçiq, die am 6. April 1911 bei Tuzi stattfand, weiter angefacht. Der Aufstand der Malësoren, der albanischen Bewohner des Berglands, wurden von Dedë Gjon Luli Dedvukaj angeführt. Ihnen standen türkische Truppen unter Durgut Pascha gegenüber. Der lange, blutige Kampf endete mit einem Sieg der Albaner. Während der Schlacht wurde die albanische Flagge zum ersten Mal seit dem Fall Shkodras im Jahr 1479 wieder gehisst. Gestärkt durch den Sieg, fanden die Albaner Vertrauen und nationales Bewusstsein. Dies führte zu Ereignissen, die in der Unabhängigkeitserklärung am 28. November 1912 gipfelten. Noch heute werden Lieder und Geschichten vorgetragen, die an den wichtigen Kampf auf dem Weg zur Unabhängigkeit erinnern.

### Albanischer Aufstand von 1912

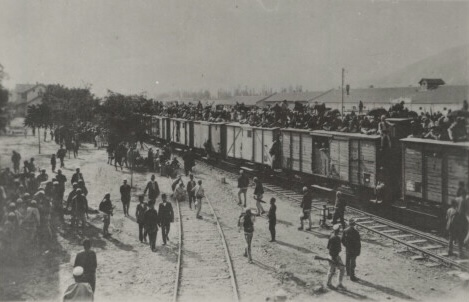
Albanische Aufständische in Skopje, nachdem sie im August 1912 die Osmanische Armee aus der Stadt vertrieben hatten.

Der albanische Aufstand von 1912 war eine von vielen Revolten im Osmanischen Reich und dauerte vom Januar bis August 1912. Nach einigen kleineren Erfolgen gelang es albanischen Aufständischen, Skopje, das administrative Zentrum des Vilâyets Kosovo, einzunehmen.
Bald waren nur noch die größeren Städte unter Kontrolle der osmanischen Truppen. Der Aufstand endete, nachdem die osmanische Regierung am 4. September 1912 zugestanden hatte, die Forderungen der Rebellen zu erfüllen, darunter autonome Behörden und Justiz in den albanischen Vilâyets, und Zugeständnisse betreffend der Schulen, militärischer Dienstpflicht, Steuern und der Verwendung des lateinischen Alphabets für die albanische Sprache. Hingegen widersetzte sich die Regierung der Forderung, die vier von Albanern bewohnten Vilâyets zu vereinigen.

## Balkankriege und die Bildung eines unabhängigen Albaniens
Bevor eine endgültige Einigung erzielt werden konnte, brach der Erste Balkankrieg aus. Die Balkanbund-Armeen Serbiens, Bulgariens, Montenegros und Griechenlands drängten die Osmanen schnell bis an die Mauern von Konstantinopel zurück. Die Montenegriner belagerten Shkodra.
Die Aufständischen gerieten in eine schwierige Lage. Hatten sie zuvor versucht, die türkischen Garnisonen im Land zu schwächen, so war es nun erforderlich, wie diese gegen den Einfall der Armeen Montenegros und Serbiens in das albanische Siedlungsgebiet kämpfen, um einen nationalen Einheitsstaat zu erreichen, denn Serben, Montenegriner und Griechen planten, das albanische Siedlungsgebiet unter ihre bereits existierenden Staaten aufzuteilen. Nach kurzer Zeit jedoch hatten die Armeen dieser Staaten die Oberhand gewonnen. Ende November 1912 waren nur noch Shkodra und Janina in türkischer Hand; Kosovo, Teile Nordalbaniens und Mazedoniens waren serbisch beziehungsweise montenegrinisch besetzt; in Epirus standen die Griechen. In Durrës trafen serbische Verbände am 29. November 1912 ein. Nur ein relativ kleines Gebiet zwischen Elbasan im Norden und Vlora im Süden wurde von lokalen albanische Gruppierungen kontrolliert.

Als Vorbild der Flagge Albaniens diente der Doppeladler Skanderbegs.

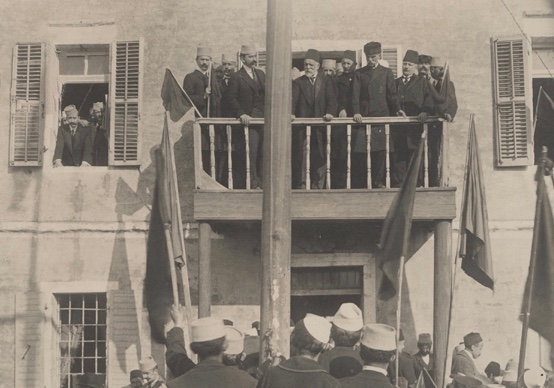
Ausrufung der Unabhängigkeit am 28. November 1912 in Vlora

Die Albaner hatten schnell erkannt, dass sie endlich handeln mussten, auch wenn noch immer viele einer Loslösung vom Osmanischen Reich skeptisch gegenüberstanden. Bei Ausbruch des Ersten Balkankriegs reiste Ismail Qemali über Bukarest nach Österreich-Ungarn. In Budapest erhielt er von Außenminister Leopold Graf Berchthold die Zusage, dass die Donaumonarchie die Errichtung eines unabhängigen albanischen Staates unterstützen würde. Auf einem österreichischen Schiff kehrte Qemali am 19. November 1912 nach Albanien zurück. Er reiste sogleich von Durrës nach Vlora und leitete dort die eiligst einberufene Nationalversammlung vom 28. November 1912, auf der viele Vertreter jedoch noch fehlten. Unter dem Vorsitz von Qemali wurde der unabhängige Staat Albanien ausgerufen und eine provisorische Regierung ernannt. Zusammen mit Isa Boletini und Luigj Gurakuqi hisste Qemali, der zum Ministerpräsidenten ernannt worden war, die rote Flagge mit Skanderbegs Doppeladler als Zeichen der nationalen Unabhängigkeit der Albaner. Die grundlegenden Fragen wurden aber von der Botschafterkonferenz in London, die im Dezember 1912 eröffnet wurde, entschieden und im Mai 1913 abschließend geregelt.
Eines der grundlegenden Ziele der serbischen Kriegsführung war, einen Hafen an der Adria zu erlangen, bevorzugt Durrës und Shëngjin (San Giovanni di Medua). Österreich-Ungarn und Italien widersetzten sich diesen Plänen, da sie sich vor russischem Einfluss im Mittelmeer fürchteten. Deswegen unterstützten sie die Bildung eines unabhängigen albanischen Staats. Russland hingegen unterstützte die Ansprüche von Serbien und Montenegro auf albanische Gebiete. Großbritannien und Deutschland waren neutral. Die vom britischen Außenminister Edward Grey geleitete Botschafterkonferenz entschied zuerst, dass ein autonomes Albanien unter osmanischer Herrschaft und unter dem Schutz der Großmächte erschaffen werde. Nachdem aber offensichtlich geworden war, dass das Osmanische Reich Mazedonien und somit die Landverbindung zu Albanien verlieren würde, wurde dieser Entscheid im Frühjahr 1913 verworfen. Im Friedensvertrag vom Mai 1913 wurde Albanien als ein eigenständiger, neutraler Staat anerkannt. Als Staatsform wurde eine konstitutionelle Monarchie unter Führung eines ausländischen Fürsten und unter dem Schutz der Großmächte bestimmt. Die im Detail noch festzulegenden Grenzen umfassten ein Gebiet von 28.000 Quadratkilometern, das von rund 800.000 Menschen bewohnt wurde. Montenegro musste Shkodra aufgeben, nachdem bei der Eroberung der Stadt rund 10.000 Mann ihr Leben verloren hatten. Serbien beugte sich widerwillig einem Ultimatum von Österreich-Ungarn, Deutschland und Italien, sich aus Nordalbanien zurückzuziehen. Große Gebiete mit einer albanischen Bevölkerungsmehrheit, insbesondere Kosovo und der Westen Mazedoniens, verblieben hingegen außerhalb des neuen Staats, so dass der Vertrag die vielen ethnischen Probleme der Region nicht lösen konnte.

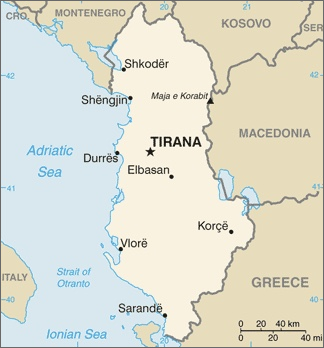
Die anerkannten Grenzen Albaniens seit 1913

Als die Großmächte die Unabhängigkeit Albaniens anerkannten, gründeten sie zugleich die Internationale Kontrollkommission, die sich bemühte, ihre Befugnisse auszudehnen und die provisorische Regierung in Vlora und die rivalisierende Regierung von Essad Pascha Toptani, die von den Großgrundbesitzern Zentralalbaniens unterstützt wurde und sich einer beeindruckenden Miliz rühmte, kaltzustellen. Die Kontrollkommission entwarf eine Verfassung, die eine Nationalversammlung lokal gewählter Abgeordneter, der Führer der wichtigsten religiösen Gruppen, zehn vom Prinzen bestimmter Personen und weiterer beachtenswerter Persönlichkeiten vorsah. Nachdem die Großmächte den Deutschen Wilhelm zu Wied zum Fürsten von Albanien ernannt hatten, trat Qemali am 22. Januar 1914 zurück.
Die Nationsbildung sollte aber noch lange andauern: Im Ersten Weltkrieg war Albanien besetzt, und erst in den späten 1920er Jahren stabilisierte sich unter Ahmet Zogu, der sich später zum König ausrufen ließ, die Lage zwischen den rivalisierenden Mächten im Land. 1939 wurde Albanien von den Italienern besetzt. Die Kommunisten, die nach dem Zweiten Weltkrieg die Macht übernahmen, schufen einen besonders starken albanischen Nationalismus, der von intensiver Isolationspolitik geprägt war. Im Kosovo dauerten die territorialen Streitigkeiten zwischen Albanern und Serben fort, bis der Kosovokrieg 1999 eine Wende brachte und 2008 die albanische Mehrheit die Unabhängigkeit des Landes ausrief. Die Albaner beanspruchen den Kosovo, weil ihre Angehörigen dort zumindest seit dem 18. Jahrhundert die Bevölkerungsmehrheit stellen. Der albanische Nationalismus erlebte dort eine wahre Wiedergeburt, so dass die Forderung nach einem Großalbanien wieder vermehrt zu hören ist.